# 塔米·怀内特

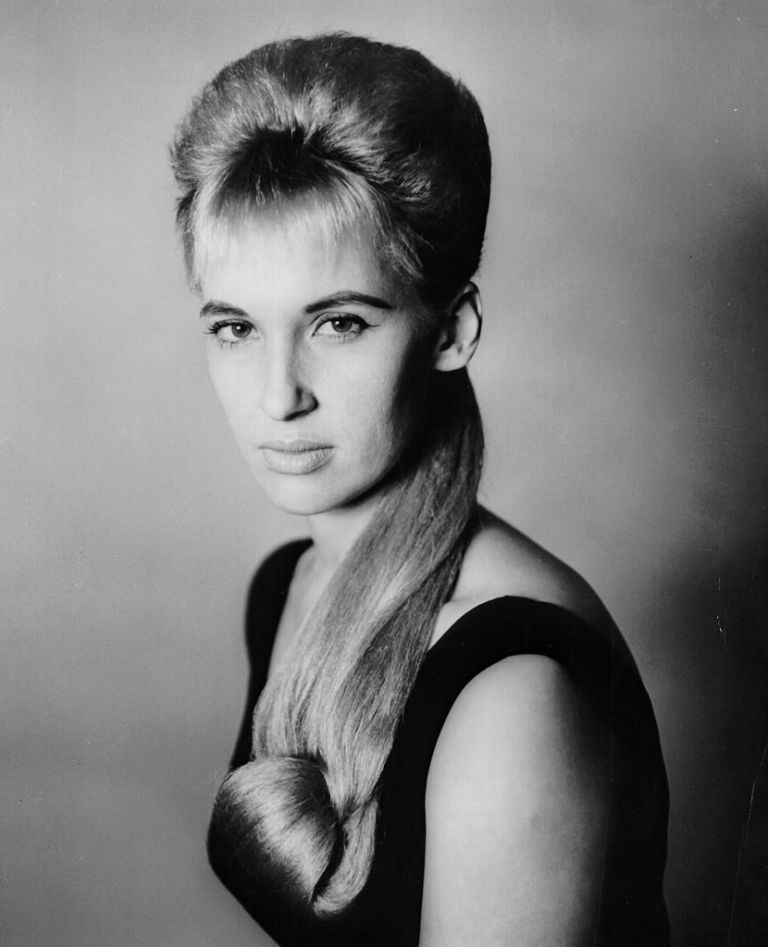
塔米·怀内特

塔米·怀内特 (Tammy Wynette，1942年5月5日 - 1998年4月6日)  是一位美国乡村音乐歌手兼词曲作者。她有20首单曲一度登頂Hot Country Songs。她一生共获得两项葛萊美獎並入選鄉村音樂名人堂。她的第三任丈夫是乡村歌手乔治·琼斯，兩人于1969年结婚。两人共同录制了多首乡村音乐单曲，并进行巡回演出。然而他们于1975 年离婚。1998年4月6日，怀内特在睡觉时去世。享年55岁。 起初醫生認定怀内特的死因是肺栓塞。 
据她的女儿们回憶，怀内特曾表示若她去世，她的財產會分給她四个女儿，而且還寫在紙上作為日後分配遺產的證據。但是紙條卻在她死后的數天裡丢失了。 相反，怀内特的最後一任丈夫卻不打算將遺產分給懷內特女兒。 怀内特的女儿们開始懷疑自己的母親並非是正常死亡。 
1999年，怀内特的尸体被挖出并进行尸检。进行尸检的法医宣称怀内特死于心律失常。 尸检还显示，怀内特死亡时体内還有包括咪達唑侖和異丙嗪在內的几种药物。  不過怀内特的女兒·表示，她的母亲在去世前夕的確在服用这些药物。 